# Osvald II. Berški
Osvald II. Berški (’s-Heerenberg, 21. marec 1508 - Zutphen, 9. maj 1546), je bil grof Berški (1524-1546). Bil je edini sin Viljema III. Berškega in Ane Egmontske.

## Življenjepis
Bil je star le tri leta, ko mu je leta 1511 umrl oče . Bil je še premlad, da bi nasledil svojega očeta, zato je njegova mati delovala kot regentka. Potem ko se je leta 1512 znova poročila s Filipom Virneburškim in z njim odšla v Nemčijo, je njegova teta Ana delovala kot regentka. Pomagal ji je regentski svet sedmih "poglavarjev", svet, sestavljen iz najvišjih Berških uradnikov, ki mu je predsedoval Landdrost Wessell Ermenski. Ostalih šest članov je bilo Johan Lennepski, Ernst Momme, Joost Tengnagel, Hermannus Weegh, Wernerus Elferdinck in Henrik Groenenski. Leta 1520 je sedem »poglavarjev« prevzelo regentstvo od Ane. Ko je Osvald leta 1524 dopolnil šestnajst let, je sprejel službo grofa Berškega.

## Burna vladavina
Grof Osvald je uspel ostati v dobrih odnosih z obema stranema v spopadu za posest grofije Gelders. Po smrti vojvode Karla Gelderskega leta 1538 se je podredil svojemu tekmecu cesarju Karlu V. Že v letih regentstva Ane Berške se je razvil resen konflikt z Osvaldovim očimom Filipom Virneburškim. Zahteval je del dediščine grofa Viljema III., vključno z denarjem za vzdrževanje svoje žene Ane Egmontske. Pri tej zahtevi ga je podprl vojvoda Karel Gelderski, ki je leta 1516 za pet tednov zasedel Grad Bergh in tako izsilil plačilo zahtevane vsote denarja. Virneburški je prevzel tudi posesti Boxmeer in Haps. Grof Oswald II. je leta 1523 s posredovanjem vojvode Gelderskega uspel odkupiti Haps , vendar je oblast nad Boxmeerjem ponovno prevzel šele leta 1545.
Leta 1513 , dve leti po očetovi smrti, je umrl njegov stric Friderik. Osvald je po njem podedoval gospostvo Hedel. Okoli leta 1520 je prišlo do spora glede posesti strica Friderika, v katerem so bile vpletene njegove tete Ana, Machteld in Walburg ter sin slednje, njegov bratranec Joachim Wischski. Težave so se osredotočile na lastnino Berškega Wischa in so se na binkošti leta 1528 tako povečale , da je Joachim dal opleniti in uničiti Berški grad blizu Terborga. Vojvoda Gelders je celo poslal vojsko, da bi pomirila Joachima. To ni bilo preveč uspešno, saj je leta 1531 Terborg oblegal Martin Rossemski, maršal Gelderski. Posegi vojvode Karla Gelderskega niso imeli učinka, saj je leta 1537 Joachim Wischski zasedel tudi grad Zwanenburg blizu Gendringena. Osvald je poklical na pomoč Sveto rimsko cesarstvo (Nemško cesarstvo). Nekaj let kasneje se je konflikt sam razrešil s smrtjo Joachima Wischskega leta 1541 .
Kot gospod Stevensweertski je dal v letih 1538–1542 razširiti grad Stevensweert z velikim okroglim stolpom. To je bil polkrožni podaljšek mestnega obzidja, na katerega so lahko postavili topove, ki so imeli tako stransko strelno polje. S tem rondelom je nadzoroval reko Meuse in lahko pobiral cestnino od mimovozečih ladij.
Oswald je bil star le 38 let, ko je 9. maja 1546 nepričakovano umrl v Zutphenu v hiši deželnega gospoda Berškega, Berenda Hackfortskega. Pokopan je bil v grobu v stari Pankracijevi cerkvi v 's-Heerenbergu. Malo pred tem, 12. decembra 1545 , je umrla njegova žena, ko je rodila šestega otroka, hčerko, ki je prav tako umrla. Skupaj sta bila pokopana v grofovski kripti 8. januarja 1546. Tu je bil že leta 1540 pokopan njegov sin Friderik. Od devetih ljudi, za katere je znano, da so pokopani v kripti pokopališča, so štirje iz njegove družine.

## Poroka in otroci
Grof Osvald II. se je neznanega dne leta 1537 poročil z Elizabeto Dortsko , hčerko Seyna Dortskega in Henrike Aeswijnske. Bila je vdova Johana Horstskega. V njunem zakonu so se rodili naslednji otroci:
- Viljem IV. Berški  (1537 – 1586) naslednik;
- Osvald (1539 – 1563)
- Friderik (*/† 1540)
- Ana Berška (1544-1576)
- Friderik V. (1545 - 1592)